# NGC 6276
NGC 6276 este o galaxie situată în constelația Hercule. A fost descoperită în 10 iunie 1864 de către Albert Marth.